# アメリカ・ディス・モーニング
『アメリカ・ディス・モーニング（America This Morning）』は、アメリカ・ABCで平日朝に放送されている早朝ニュース番組。アンカーは、ABCの終夜ニュース番組『ワールドニュース・ナウ』のアンカーも務めるアンドリュー・ディンバートとリアンノン・アリーが務める。NBCの『アーリー・トゥデイ』と並んで、2アンカー形式を使用する2つの早朝ニュース番組のうちの1つ（『CBSモーニングニュース』は単独アンカーを維持）、通常は『ワールドニュース・ナウ』の後に放送される。国内外のニュースのヘッドライン、ワシントンD.C.からのライブリポート、全国の天気予報と空港への影響予測、西海岸のスコアを考慮した深夜のロサンゼルス拠点のESPN番組アンカーによる短い『スポーツセンター』アップデート、「America's Money」と呼ばれる通常のビジネスニュースコーナーが特徴である。
番組は、『ワールドニュース・ナウ』（4:00に朝のローカルニュース番組を開始するABC放送局に対応するため、早い時間枠で放送）に続いて東部標準時3:30に生放送される。ABC所有のWPVI-TVは、2018年9月からローカルニュースを4:00から放送する最初の放送局の1つである。太平洋標準時で『グッド・モーニング・アメリカ』（GMA）が始まる東部時間10:00まで、連続30分のテープ遅延ループで送信される（東部時間7:00以降、ネットワークレベルの報道が必要なライブ速報は『GMA』の範囲内となり、それより早く開始することがある程度許可される）。通常、殆どのABC放送局で朝のローカルニュース番組の導入として放送されるが、朝のニュース番組がABC放送局によって制作されていない少数の市場では、『GMA』の開始直前に2～3時間のループで放送される場合がある。

## 歴史
番組は元々『ABCニュース・ディス・モーニング（ABC News This Morning）』というタイトルで1982年7月5日にスタートした。1983年初めに、『ABCワールドニュース・ディス・モーニング（ABC World News This Morning）』にタイトル変更された。番組は、東部時間6:00に『グッド・モーニング・アメリカ』の直前に60分間生放送され、西部のタイムゾーンではテープ遅延で繰り返し放送された。当初は、同ネットワークのワシントンD.C.のニュースルームスタジオで、スティーブ・ベルとキャスリーン・サリバンがアンカーを務めていた（当時の殆どのABCニュース番組と同様）。番組の制作は、フォレスト・ソーヤーとポーラ・ザーンが共同アンカーとしてデビューした1988年7月11日に、ニューヨーク市マンハッタン地区のリンカーン・スクエアにあるABC本社に移された。
1992年半ば、『ワールドニュース・ディス・モーニング』の制作は、当時同ネットワークが最近開始した終夜ニュース番組『ワールドニュース・ナウ』（WNN）の制作と統合され、両方の番組に同じアンカーチームが出演した。当初、『ワールドニュース・ナウ』のいくつかの要素は、「Morning Papers」コーナーやヤニーが作曲した番組のテーマ音楽（オリジナルの『ワールドニュース・ディス・モーニング』オープニンググラフィックに重ねて再生）、リラックスした雰囲気などを含めて『ワールドニュース・ディス・モーニング』に引き継がれた。
1993年のある時点で、スコア・プロダクションズが作曲したオリジナルのテーマは復活し、番組が再びより深刻なトーンに再フォーマットされたため、『ワールドニュース・ナウ』から『ワールドニュース・ディス・モーニング』に引き継がれた殆どの要素は削除された。地方局が朝のニュース番組を拡大するにつれて、『ワールドニュース・ディス・モーニング』は最初2つの別々の30分間のニュース番組に短縮され、その後現在の1つの30分間のニュース番組になった（加盟局が独自の朝のニュース番組を提供していない場合は、東部時間4:00〜7:00まで連続して繰り返すことができる）。1996年のケーブルネットワークの開始から、2013年6月13日にESPNによるコスト削減策により殆ど全てのオリジナル番組が打ち切られるまで、番組のスポーツ最新情報は、ESPNewsの終夜アンカーによって提供され、その後は『ハイライト・エクスプレス（Highlight Express）』によって提供された。同年後半、スポーツコーナーの制作は、ロサンゼルスを拠点とするESPNの『スポーツセンター』終夜版の制作スタッフとアンカースタッフに引き継がれた。
2002年夏に放送開始20周年を迎えた。2006年11月13日、番組のタイトルは再び『アメリカ・ディス・モーニング（America This Morning）』に変更された。ブランド変更に伴い、番組開始以来使用されていたスコア・プロダクションズによるオーケストラテーマ（『ワールドニュース・ナウ』のオリジナルテーマ音楽に置き換えられた短期間を除く）は永久に廃止され、新しいグラフィックパッケージと共に現代化されたテーマに置き換えられ、オンエアの外観は、かつて『WNN』と『ABCワールドニュース・トゥナイト』で使用されていたものに倣っていた。
現在のタイトルを採用して以来、『ワールドニュース・ナウ』と同じ制作状況が続いているものの、『アメリカ・ディス・モーニング』はブランディングの観点から徐々に『グッド・モーニング・アメリカ』と統合されてきた（事実上、『GMA』を補完する番組として再構築されている）。番組の現在のタイトルロゴは、タイトル変更の2ヶ月前から使用され始めた『グッド・モーニング・アメリカ』のロゴと同様のデザインであり、最終的に2013年に同番組のグラフィックパッケージとテーマ音楽（DreamArtists Studios作曲）が採用された。2009年9月22日、『アメリカ・ディス・モーニング』と『ワールドニュース・ナウ』が高解像度で放送を開始した。前者は事実上、NBCの『アーリー・トゥデイ』に次いで、HDで放送される2番目の早朝ネットワークニュース番組となった。
2010年8月30日、ABCは朝のローカルニュース番組を東部標準時4:30に開始することを選択した加盟局に対応するため、番組の生放送を東部時間4:00に変更した（競合他社の『アーリー・トゥデイ』や『CBSモーニングニュース』が既に行っていたように）。一部のABC放送局（テネシー州チャタヌーガのWTVCなど）は、導入が2ヶ月も経っていないにもかかわらず、番組を先取りすることを余儀なくされた。
2018年9月10日の時点で、ABCの直営放送局（Owned and operated station）の多くは、朝のニュース番組を東部標準時4:00から開始しており、当初はこれらの地域で『アメリカ・ディス・モーニング』を先取りし、その後『ATM』が対応するために東部時間3:30に生放送を開始した。

## 番組構成
| ブロック | 標準コンテンツ                   |
| -------- | -------------------------------- |
| A        | トップニュース・全国の天気       |
| B        | 一般ニュース                     |
| C        | スポーツ・一般ニュース           |
| D        | 「The Pulse」                    |
| E        | 「Friday Funnies」（金曜日のみ） |

## 著名な放送スタッフ

### 現在のアンカー
- アンドリュー・ディンバート（Andrew Dymburt、2021年 - 現在）
- リアンノン・アリー（Rhiannon Ally、2022年 - 現在）

### 過去のアンカー
この一覧は未完成です。加筆、訂正して下さる協力者を求めています。
- スティーブ・ベル（英語版）（1982年 - 1986年）
- キャスリーン・サリバン（英語版）（1982年 - 1986年）
- ジャンヌ・メセルヴ（Jeanne Meserve、1986年 - 1987年）
- ジェド・デュバル（Jed Duvall、1987年 - 1988年）
- イーディ・マグナス（Edie Magnus、1987年 - 1988年）
- フォレスト・ソーヤー（英語版）（1988年 - 1989年）
- ポーラ・ザーン（1988年 - 1990年）
- マイク・シュナイダー（英語版）（1989年 - 1993年）
- アーロン・ブラウン（英語版）（1993年）
- ボイド・マトソン（英語版）（1993年 - 1994年）
- サリア・アシュラス（英語版）（1993年 - 1997年）
- ケビン・ニューマン（英語版）（1995年 - 1996年）
- マーク・マレン（英語版）（1997年 - 1998年）
- アシャ・ブレイク（英語版）（1997年 - 1998年）
- ジュジュ・チャン（英語版）（1999年 - 2000年）
- アントニオ・モラ（英語版）（1990年代後半）
- デレク・マッギンティ（英語版）（2000年 - 2003年）
- アリソン・スチュワート（英語版）（1990年代後半 - 2003年）
- リズ・チョー（英語版）（1999年 - 2003年、現：ニューヨーク市のWABC-TV）
- デイビッド・ミュアー（2003年 - 2004年）
- ハリ・スリーニバサン（英語版）（2006年 - 2007年、後に『PBSニュースアワー』）
- ライアン・オーウェンズ（英語版）（2007年 - 2008年）
- ジェレミー・ハバード（英語版）（2008年 - 2010年、現：デンバーのKDVR（英語版））
- ヴィニータ・ネアー（英語版）（2008年 - 2011年、現：NBCニュース）
- ロブ・ネルソン（メイン共同アンカー：2010年 - 2013年、代理アンカー：2013年 - 2018年）
- ポーラ・ファリス（英語版）（2012年 - 2013年）
- ジョン・モラー（英語版）（2013年 - 2014年、現：ニューヨーク市のWPIX）
- T・J・ホームズ（英語版）（2014年 - 2015年）
- リーナ・ナイナン（英語版）（2014年 - 2016年、現：CBSニュース）
- ダイアン・マセド（英語版）（2016年 - 2018年）
- ケンディス・ギブソン（英語版）（2016年 - 2019年、現：マイアミのWFOR-TV）
- ジャナイ・ノーマン（Janai Norman、2018年 - 2020年）
- ケネス・モートン（Kenneth Moton、2019年 - 2021年）
- モナ・コサール・アブディ（英語版）（2020年 - 2022年）

## アナウンサー
『ワールドニュース』/『アメリカ・ディス・モーニング』には、これまでに3人のアナウンサーが出演してきた。1982年のデビューから1990年まで、ビル・オーウェン（Bill Owen）は番組のアナウンサーを務めた。1990年にオーウェンが同ネットワークを退社した後、バーバラ・ダニエルズ・コルセン（Barbara Daniels Korsen）が後任となり、2012年まで番組のアナウンサーを務めた。

## 海外での放送
『アメリカ・ディス・モーニング』を含むABCニュースの番組が、MENA地域の24時間ニュースネットワーク「OSNニュース」で毎日放送されている。